# روبرتو گاتی
روبرتو گاتی (انگلیسی: Roberto Gatti؛ زادهٔ ۲۰ اکتبر ۱۹۵۴) بازیکن فوتبال است.